# Michael Bradley
Michael Sheehan Bradley (* 31. Juli 1987 in Princeton, New Jersey) ist ein US-amerikanischer ehemaliger Fußballspieler.

## Leben

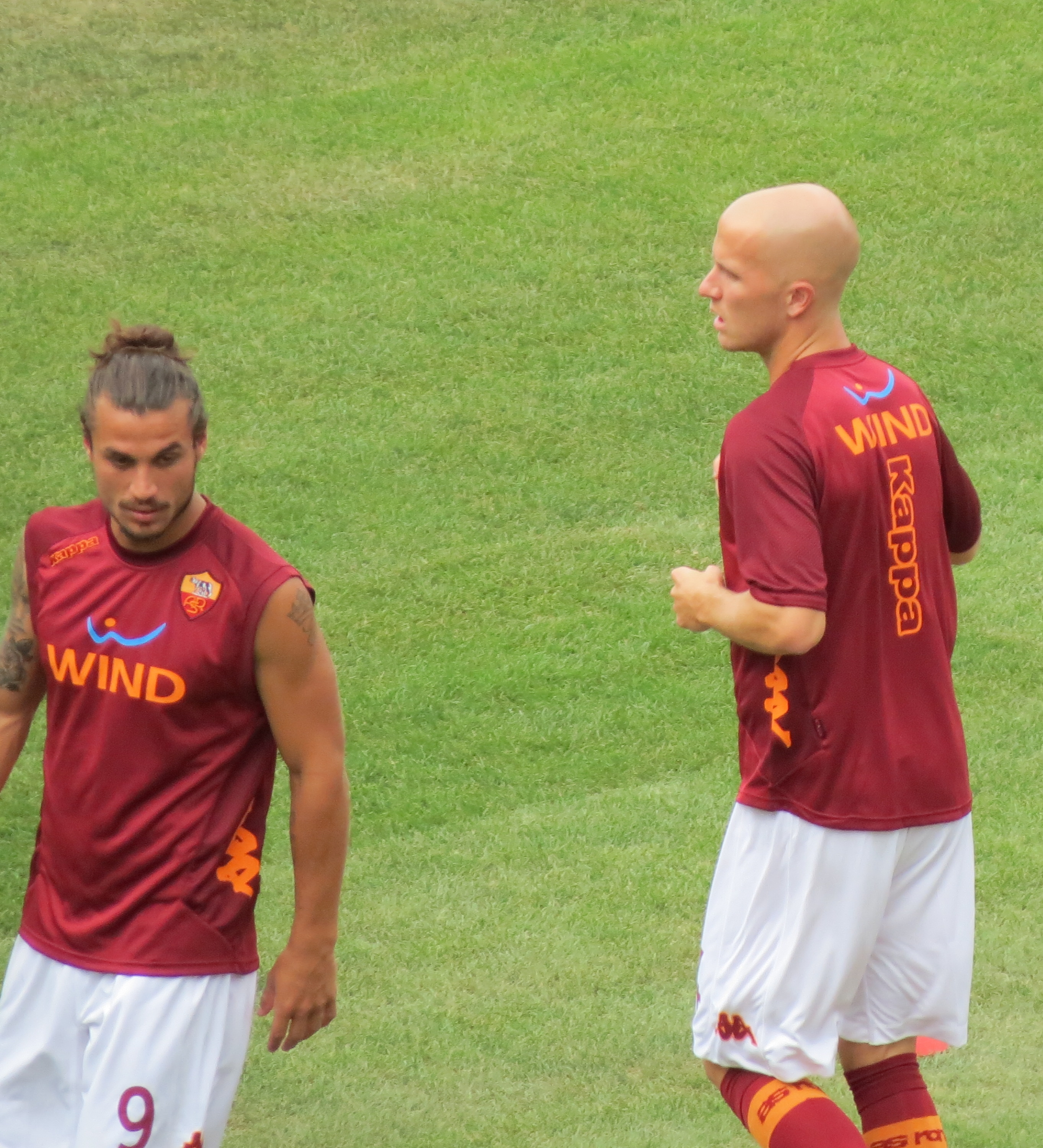
Bradley (rechts) mit Pablo Daniel Osvaldo im Juli 2012

Bradley wurde in Princeton geboren. Sein Vater, der ehemalige Trainer der US-amerikanischen Nationalmannschaft, Bob Bradley, war damals Trainer der Fußballauswahl der Princeton University. 1998 zog er mit seiner Familie nach Palatine, Illinois um, da sein Vater zu der Zeit das MLS-Franchise Chicago Fire trainierte. Während der Highschool spielte er für die Jugendmannschaften der Chicago Sockers. 2003 konnte er mit der Mannschaft die National Championship gewinnen.
Bradley wurde durch das amerikanische Talentprogramm Projekt 40 entdeckt und ging an die IMG Soccer Academy nach Bradenton, Florida. Dort blieb er vier Semester.

## Karriere

### Vereinskarriere

#### MetroStars
2004 wurde er durch den MLS Draft System in die Major League Soccer zu den MetroStars aus New York transferiert, wo sein Vater Bob Bradley Trainer war. Nach einer schwierigen ersten Saison mit einigen Verletzungen gelang ihm in der 2. Saison der Durchbruch. Insgesamt spielte Bradley 30 Mal für die MetroStars, dabei gelang dem Mittelfeldspieler ein Tor.

#### SC Heerenveen
Im Januar 2006 wechselte Bradley nach Europa zum niederländischen Erstligisten SC Heerenveen und unterzeichnete dort einen Vertrag bis Juli 2009. Zu dieser Zeit war er der jüngste MLS-Spieler, der jemals bei einer europäischen Mannschaft einen Profivertrag bekam. Am 16. April 2006 kam er gegen den AZ Alkmaar zu seinem ersten Ligaspiel für die Niederländer, das jedoch sein einziges in der laufenden Saison bleiben sollte. Nach der Spielzeit 2006/07 übernahm der den Stammplatz von Paul Bosvelt im zentralen Mittelfeld. In der Saison 2007/08 kam er dann in 33 von 34 Partien zum Einsatz und erzielte 15 Tore. Damit war der Mittelfeldspieler der erfolgreichste Torschütze des sc Heerenveen in dieser Spielzeit.

#### Borussia Mönchengladbach
Am 31. August 2008 verpflichtete Bundesligist Borussia Mönchengladbach Michael Bradley und stattete ihn mit einem Vierjahresvertrag aus.
Am 5. Spieltag der Saison 2008/09 gab Bradley für die Borussia sein Bundesliga-Debüt in der Partie gegen Hertha BSC. Am 13. Spieltag traf Bradley per Kopf zum 2:2-Endstand gegen den FC Bayern München. Es war das erste Tor, das er für die Borussia erzielte.
Bradley war vom Februar 2011 bis zum Ende der Saison 2010/11 an Aston Villa ausgeliehen, die eine Kaufoption jedoch nicht nutzten.

#### Wechsel in die Serie A
Ende August 2011 wechselte Bradley zum italienischen Erstligisten Chievo Verona. Er verließ den Verein bereits nach einer Saison, um beim Ligakonkurrenten AS Rom einen Vierjahresvertrag zu unterzeichnen. Es wurde etwa 3,75 Millionen Euro bezahlt.
Sein Liga-Debüt feierte Bradley am 25. August 2012 beim 2:2-Unentschieden gegen Catania Calcio; dabei bereitete er das Tor zum 2:2-Endstand in der 90. Minute vor. Am 7. Oktober 2012, nach einer knapp einmonatigen Verletzungspause, schoss er sein erstes Tor für die Giallorossi beim 2:0-Sieg gegen Atalanta Bergamo.

#### Toronto FC
In der Winterpause der Saison 2013/14 wechselte er in die MLS zum Toronto FC. In zehn Spielzeiten gewann er mit der Mannschaft drei Mal den kanadischen Pokal.

### Nationalmannschaft
Seit 2006 ist Bradley A-Nationalspieler der USA. Er kam bisher (Stand: April 2015) 96 Mal zum Einsatz und konnte dabei 13 Tore erzielen. Sein Debüt gab er unter Bruce Arena am 26. Mai 2006 gegen Venezuela, für den WM-Kader reichte es jedoch nicht. Nach der WM 2006 übernahm sein Vater Bob Bradley das Traineramt der amerikanischen Nationalmannschaft. Am 28. März 2007 gab Bradley sein Startelfdebüt in der Nationalmannschaft. Zudem nahm er mit den USA an den Olympischen Spielen 2008 in Peking teil.
Nachdem er zuvor im vorläufigen 30-Mann-Kader der Vereinigten Staaten für die Fußball-Weltmeisterschaft 2010 stand, wurde Bradley am 26. Mai 2010 von seinem Vater und Nationaltrainer Bob Bradley in den finalen 23-Mann-Kader der USA gewählt und nahm so an der Weltmeisterschaft in Südafrika teil. Dort erzielte er im Gruppenspiel gegen Slowenien den Ausgleichstreffer zum 2:2-Endstand. Dieser war schlussendlich entscheidend, um ins Achtelfinale einzuziehen. Dort unterlagen die Amerikaner jedoch Ghana mit 1:2 nach Verlängerung. Bei der Fußball-Weltmeisterschaft 2014 in Brasilien bestritten die USA mit Deutschland, Portugal und Ghana die Gruppenspiele und konnten als Gruppenzweiter erneut in das Achtelfinale einziehen, wo sie gegen Belgien mit 1:2 nach Verlängerung unterlagen. Für die WM 2018 konnten sie sich nicht qualifizieren, da sie im letzten Spiel mit 1:2 gegen Trinidad & Tobago verloren. Bradley kam in 15 Qualifikationsspielen zum Einsatz. Beim CONCACAF Gold Cup 2019 hatte er fünf Einsätze und bestritt im mit 0:1 gegen Mexiko verlorenen Finale sein 150. Länderspiel.

## Erfolge
- 2007 und 2017: CONCACAF-Gold-Cup-Sieger
- 2017: Nordamerikanischer Meister mit Toronto (Mannschaftskapitän)